# لو أنغيلي
لو أنغيلي (بالإنجليزية: Lou Angeli)‏ هو صانع أفلام وثائقية أمريكي، ولد في 11 أغسطس 1951، وتوفي في 14 ديسمبر 2013.

## وصلات خارجية
- لو أنغيلي على موقع IMDb (الإنجليزية)